# Jim Bell
James Dalton Bell (Akron, 1958) é um criptoanarquista americano conhecido por formular a ideia de criar um meio anônimo de transferir pagamentos para contratos de assassinato via internet, a "Política do Assassinato". Em 1997, foi preso por sonegação de impostos. Em 2001, a revista Wired chamou Bell de "[u]m dos ensaístas mais famosos da internet" e "o criptoconvicto mais notório do mundo".
Em abril de 1995, Bell publicou a primeira parte de dez do ensaio chamado de "Política de Assassinato", que descreve o funcionamento de um mercado de assassinato, onde doadores anônimos poderiam contratar o assassinato de servidores públicos e outras pessoas que violem seus direitos. Bell foi investigado pelo Internal Revenue Service (IRS) e preso por 11 meses por assédio e o uso de Números de Seguros Sociais falsos.
Em abril 2000, após sua soltura, Bell anunciou que acreditava haver corrupção extensiva do Governo Federal associada com seu caso, e que pesquisaria os fatos para processar o Estado, o que aconteceu em 2003. Bell foi posto sob vigilância extensiva e foi preso novamente por assédio e perseguição a servidores federais. Ele foi julgado a encarceiramento por dez anos. Bell protestou contra a sentença e processou dois juizes, ao menos dois promotores, os oficiais de liberdade condicional e seus advogados de defesa, mas perdeu os casos. Foi solto em dezembro de 2009, mas foi preso novamente em julho de 2010 por violar as condições de liberdade. Ele foi solto novamente em 12 de março de 2012.

## Antecedentes
Bell nasceu em 1958 em Akron, Ohio. Formou-se em química no Instituto de Tecnologia de Massachusetts. Após sua graduação, trabalhou como engenheiro elétrico para a Intel até criar sua própria empresa de armazenamento de dados em 1982, a SemiDisc Systems. Em 1992, quando sua empresa faliu, Bell desenvolveu uma "fobia" com impostos e outros assuntos financeiros. Ele frequentou três reuniões do Tribunal de Direito Comum do Condado de Multnomah (onde, de acordo com as leis federais, não possuia autoridade judicial) em Portland, Oregon, que processou e sentenciou funcionários do governo in absentia. Bell frequentou estas reuniões para descobrir infiltrados do governo no grupo. Em seguida, envolveu-se em uma disputa por impostos com a Internal Revenue Service (IRS), que afirmava que o engenheiro devia US$ 30 mil ao Governo Federal.

## Política do Assassinato
Entre 1995 e o início de 1996, Bell escreveu um ensaio entitulado "Política do Assassinato", que explora a ideia de usar assinaturas digitais por e-mail para criar um mercado de assassinato, que "prediria" as mortes de "violadores de direitos, que normalmente são funcionários, titulares ou nomeados do governo". Bell também especulou que algumas pessoas poderiam usar estes mercados virtuais sem nenhum tipo de criptografia (parte 10). Ele teorizou o funcionamento do mercado de duas formas diferentes. Uma sendo complexa e segura e outra sendo mais aberta e possivelmente vulnerável. O mercado seria um incentivo para as pessoas assassinarem políticos corruptos ao oferecer uma recompensa que poderia ser retirada por uma pessoa disposta a apostar na data de morte de uma determinada pessoa. Caso a pessoa realmente morresse na data especulada, o apostador ganharia o dinheiro. Bell publicou suas ideias em um ensaio de dez partes no grupo de notícias da Usenet alt.anarchism. Ele foi descrito pela Wired como "uma mistura profana de criptografia, anonimato e dinheiro virtual que quer trazer a aniquilação de todas as formas de governo", e em 1998 foi nomeado para o Prêmio Chrisler de Design em Inovação por ser "uma perspectiva inovativa e sofisticada de aumentar a prestação de contas governamental".
Apesar da Suprema Corte dos Estados Unidos ter decidido que, na ausência de "incitação à iminente ação ilegal", o ato de proferir ameaças contra servidores públicos está protegido pela Primeira Emenda da Constituição, a publicação do ensaio fez com que Bell fosse investigado pelo governo federal em 1995. A partir de 1996, surgiram muitas referências a o que ficou conhecido como "AP" e "APster" nas listas de arquivos cypherpunk. Os nomes "política de assassinato" e "Jim Bell" também apareceram no processo do Governo dos Estados Unidos contra Carl Johnson (The CJ Files).[carece de fontes?] Em 2001, A Wired publicou um artigo sobre um anarquista autraliano anunciou que agia de acordo com a parte 10 do ensaio. Em 2003, o jornal The Denver Post publicou uma história parecida chamada "Ameaças online miram em investigadores de Denver - Anarquista diz que os e-mails são inofensivos, mas os federais discordam". [carece de fontes?]
O artigo atraiu a atenção de teoricos antes mesmo dos problemas de Bell com a justiça. Em 2002, o economista libertário Bob Murphy criticou a ideia em dois artigos entitulados "A Política da Destruição" Ele argumentou que a política de assassinato era tecnicamente impossível e ideologicamente indesejável na perspectiva anarcocapitalista. Outros, como R. Sukumaran, concordam que o mercado de assassinato como sugerido por Bell pode até ser tecnicamente possível, mas ele é uma ideia tão revolucionária que seria proibido pelas elites ameaçadas. Mas Sukumaran argumenta que a ideia foi revivida dentro da DARPA com o uso de FutureMAP pelo almirante John Poindexter como uma tentativa de "extrapolar os sistemas de mercados presidenciais de Iowa para prever eventos terroristas". Mike Huben argumenta que se a política de assassinato realmente fosse aceita socialmente, os governos meramente passariam a agir em segredo.[carece de fontes?]

## Investigação, julgamento e prisão
De acordo com o testemunho de um agente federal, o Governo começou a infiltração no Tribunal de Direito Comum do Condado de Multnomah através do agente Steven Walsh, que ia para as reuniões sob um pseudônimo e se tornou o líder da organização. De acordo com os documentos da corte, Bell frequentou três reuniões do grupo durante quase um ano após a infiltração de Walsh.
Em fevereiro de 1997, a IRS congelou o salário de Bell e confiscou seu automóvel por sonegação de impostos. Dentro do carro, foram encontradas instruções para a produção de uma bomba, literatura política e informações sobre cianeto e fertilizantes.
Os agentes da IRS invadiram sua casa em 1 de abril de 1997. Ele foi preso em maio daquele ano, e em julho declarou-se culpado das acusações de obstrução dos agentes da IRS e o uso de Números de Seguros Sociais falsos (o Governo alegou que Bell usava os mesmos quatro números desde 1984 para esconder seus bens, e ele respondeu que ninguém tinha o direito de saber seu número real).
Em julho de 1997, Bell declarou-se culpado como parte de um acordo de coletar nomes e endereços de servidores da IRS e endereços de servidores da Agência de Álcool, Tabaco, Armas de Fogo e Explosivos do FBI e da polícia do Condado de Clark, Washington. Bell também admitiu autoria a um ataque com bomba de fedor na filial do IRS em Vancouver. Ele foi acusado de dois atos menores de felonia e sentenciado em dezembro de 1997 a onze meses de prisão e três anos de liberdade condicional. Como condição de sua sentença, Bell foi coagido a pagar US$ 1.359,00 como restituição pela bomba de fedor. Ele também foi sujeito a três anos de soltura supervisionada, onde foi barrado de acessar computadores e de possuir produtos químicos.
No processo de junho de 2003, Bell acusou o governo federal a conseguir o acordo em 1997 por extorção. De acordo com Bell, ele aceitou o acordo em parte por violação dos termos por parte do governo, que instruiu seu colega de cela Ryan Thomas Lund a agredi-lo. O espancamento teria ocorrido em 25 de novembro de 1997 por volta das 18h00 com o propósito de intimidá-lo e afastá-lo de sua família e da mídia. Dois dias depois da sentença de Bell, em um evento supostamente não-relacionado, Lund, que estava na solitária por supostamente agredir Bell, abriu um processo por ter escorregado e caído em sua sela por causa do chão molhado. A corte queria que Lund ficasse aprisionado por 27 meses por posse ilegal de armas de fogo e metanfetamina, mas a lei federal exigia que ele fosse aprisionado por dez anos. Bell alegou que a redução de sentença e o pagamento das despesas dos processos foram recompenças a Lund pela agreção.
Em 2003, Bell afirmou que "os funcionários do Nono Circuito... passaram a falsificar forjar e adicionar e deletar de maneira imprópria os registros documentais da Corte do Nono Circuito... sobre a apelação #99-30210". Em sua emenda de outubro de 2004, ele alegou que a Corte de Apelação do Nono Circuito forjou uma nota escrita a mão, que foi "propositalmente assinada por Bell, mas não batia com sua caligrafia". Ele alega que seu apelo foi formalmente notificado em 20 de junho de 1999 (declaração 505), e que "...os funcionários do Nono Circuito concordaram e forjaram os registros continuadamente para fazer passar sua agenda, e muitas vezes eles deletaram esses registros falsos para subistituí-los por outros registros para esconder os verdadeiros eventos e obstruir o acesso de Bell a Justiça e seus direitos constitucionais". No processo, Bell afirmou que mais de doze servidores seriam responsáveis por diversas felonias.

## Soltura e novo julgamento
“Antes eu acreditava que era uma pena que havia tantas pessoas empregadas pelo governo que são trabalhadoras e honestas e seriam afetadas [pela Política de Assassinato], e é uma vergonha... Bem, eu não acredito mais nisso. Eles são todos bandidos, os toleram ou sabem de sua existência entre eles.”

— Entrevista de Jim Bell para a Wired, 11 de novembro de 2000.
— Apresentação de Machado de Assis a uma reedição de Helena, em que fala sobre a mudança de seu estilo literário.Bell foi encarceirado na Federal Correctional Institution, Phoenix, uma prisão de segurança média, sendo liberto em abril de 2000. Em novembro do mesmo ano, Bell sofreu uma operação de busca e apreensão, que chamou de um "roubo nojento", e foi preso novamente no Federal Detention Center, SeaTac, sob acusação de violar diversos dos 36 termos de liberdade condicional.
Bell praticou sousveillance contra servidores da Agência de Álcool, Tabaco, Armas de Fogo e Explosivos usando banco de dados púbicos e CD-ROMs adquiridos legalmente, para "deixá-los saber que a vigilância pode ser feita em ambas direções". Bell também coletou em um período de seis meses evidências de que a agência governamental estava o vigiando ilegalmente. Poucos dias antes de sua prisão, Bell afirmou que a agência instalou ilegalmente escutas em sua casa e um dispositivo de rastreamento por GPS em seu carro. Durante o julgamento, a agência admitiu ter implantado o dispositivo.
Em seu processo de 2003, Bell alegou que o dispositivo de rastreamento foi implantado antes do permitido pelo mandato de outubro de 2000, no mínimo em sua soltura em abril do mesmo ano. Mas a informação não pode ser usada pelo juri pela falta do suposto primeiro mandato. Bell também afirmou que outro dispositivo de rastreamento, desta vez ilegal, foi implantado em seu carro em junho de 1998. Bell também afirmou que seus advogados conspiraram para evitar que ele exigisse que o caso sobre o rastreador fosse investigado.

“As duas medidas usadas aqui são simplesmente inacreditáveis. Eles simplesmente não gostam da ideia de que Jim Bell possa realizar uma busca por alguns bancos de dados, encontrar um deles e publicar seu nome na internet. Eles odeiam isso. Eles estão tentando fazer parecer que eu os intimidei. Foram eles que me intimidaram. Eu estava longe de estar feliz antes, mas agora estou furioso... Se acham que isso vai me parar, pensem duas vezes.”

— Entrevista de Jim Bell para a Wired, 21 de novembro de 2000.
Bell declarou-se inocente de violar a lei 18 U.S.C. seção 2281, que proíbe a intimidação de familiares de agentes federais e aguns tipos de stalking. As acusações diziam que Bell pesquisou sobre os servidores que supostamente estariam o assediando na internet como uma forma de defesa. O repórter Declan McCullagh escreveu que "[Bell] diz que, e um bom número de observadores concordam, os agentes federais estão o processando por fazer o que um bom repórter faz: Compilar informações de banco de dados públicos, documentar o que está acontecendo e assim por diante. Este caso pode criar um precedente que afeta os privilégios para repórteres protegidos pela Primeira Emenda".
De acordo com McCullagh, durante o julgamento, o juiz restringiu o acesso a toda a documentação da corte, proibiu a defesa de emitir intimações para as testemunhas, acenou para a acusação ao fazer sugestões negativas sobre Bell e negou pedidos para a anulação do juri. MacCullagh também afirmou que ele foi intimado por dois servidores do Departamento do Tesouro a comparecer na corte, mesmo que não tenha sido notificado de antemão, como exigido pela lei federal sobre intimações relacionadas a mídia. Após sua sentença, Bell tentou novamente demitir o defensor público que foi apontado pela corte, apelou para a Suprema Corte e processou os supostamente envolvidos com a conspiração que teria negado a ele um julgamento justo e neutro. Entre seus alvos, estavam dois juizes, ao menos dois promotores, os oficiais de liberdade condicional e seus advogados de defesa.

## Patente
Em fevereiro de 2012, Bell aplicou para uma patente em uma invenção que melhoraria as velocidades de comunicação de fibra óptica e ajudaria em transmissões a longa distância. Apesar de ainda não ter construído na prática, Bell afirma que seus modelos matemáticos mostram que a velocidade da luz dentro das fibras pode ser melhorada para atingir entre 68% e 98% da velocidade da luz no vácuo. Os pulsos de luz poderiam ser transmitidos por maiores distâncias por haver menos perdas ópticas e dispersão.